# Неможливі кольори

Людське відчуття кольору визначається одного з трьох видів колбочок: відповідно, коротко-, середньо- та довгохвильового типів.

Неможливі кольори — це кольори, які не з'являються у звичайному зоровому процесі. Різні теорії кольору пропонують різні гіпотетичні кольори, які люди не здатні сприймати з тієї чи іншої причини. Крім того, неіснуючі кольори регулярно створюються в популярній культурі. Хоча деякі з таких кольорів не мають підґрунтя в реальності, такі явища, як втома колбочок, дозволяють за певних обставин сприймати кольори, яких інакше не було б.

## Опонентний процес(інші мови)
Опонентний процес — теорія кольорів, яка стверджує, що зорова система людини інтерпретує інформацію про той чи інший колір, обробляючи сигнали від колбочок і паличок антагоністичним чином. Три типи колбочок мають певне перекриття в довжинах хвиль світла, на які вони реагують, тому для зорової системи ефективніше реєструвати ці відмінності між реакціями колбочок, а не індивідуальну реакцію кожного типу колбочки
Теорія протилежних кольорів стверджує, що вони мають три опонентні канали:
- Червоний проти зеленого;
- Синій проти жовтого;
- Чорний проти білого (це ахроматичний процес, який виявляє зміну світла-темряви або ж яскравість)[3]. Реакції на один колір опонентного каналі є антагоністичними до реакцій на інший колір, і сигнали, що виходять з того чи іншого місця на сітківці, можуть містити один або інший колір з кожної пари опонентів, але не обидва одночасно.

## Уявні кольори
Неіснуючий або уявний колір — це точка в колірному просторі, яка відповідає комбінаціям реакцій колбочок в одному оці, які око не може створити за нормальних обставин, сприймаючи будь-який можливий світловий спектр. Жоден фізичний об'єкт, що сприймається при нормальному процесі зору, не може мати уявного кольору.
Крива спектральної чутливості колбочок середньої довжини хвилі (M, від «medium») перекривається з кривою чутливості колбочок короткої довжини хвилі (S, від «short») та довгих хвиль (L, від «long»). Світло будь-якої довжини хвилі, яке взаємодіє з колбочками типу M, також певною мірою взаємодіє з колбочками типу S і/або L. Таким чином, ніяка довжина хвилі та ніякий спектральний розподіл випромінювання не впливає на лише тільки колбочки типу M.
Фізично реалізований стимул може, на відміну від випадку з колбочками M, збуджувати колбочки лише типу L або лише типу S. Це можна зробити за допомогою яскравого світла, довжина хвилі якого знаходиться на самих краях видимого спектру. Джерело світла, що випромінює світло з довжиною хвилі близько 800 нм, збуджуватиме виключно колбочки L, а з довжиною хвилі близько 360 нм –виключно колбочки S. З наближенням до одного з крайніх значень сигнал стає все чистішим.

### Оло
Якби збуджувалися лише колбочки типу M, сприймався б уявний колір, зеленіший за будь-який фізично можливий зелений. Такий «гіперзелений» потрапляє, на діаграмі хроматичності CIE 1931 та, згідно з CIE 2006 LMS, на координати XY (1.3267164, -0.3267164) (тобто нижче та праворуч від видимої гами на діаграмі).
Зверніть увагу, що відрізок прямої, який з'єднує цю точку з білим на діаграмі хроматичності CIE 1931 XY, проходитиме через червоно-рожевий відтінок, а не протилежний, синьо-зелений відтінок, який має оло. Це пояснюється тим, що оло має настільки високу насиченість, що промінь, який починається з чорного та проходить через колір, не перетинає площину X + Y + Z = 1 у колірному просторі CIE 1931 XYZ, і таким чином обчислення координат хроматичності XY дає в результаті координати перетину площини та променя протилежного напрямку і, отже, протилежний відтінок.
У квітні 2025 року дослідницька група використала систему візуалізації для сканування сітківки та кероване лазерне джерело світла для освітлення виключно колбочок типу M. Колір, сприйнятий піддослідними, відповідав передбачуваному відчуттю: побачений колір вони описали як синьо-зелений невиданої насиченості.
Він був названий «оло» за його координатами (0, 1, 0) у колірному просторі LMS. Втім, існують певні розбіжності щодо того, чи є оло дійсно новим кольором.

### Уявні кольори в колірних просторах
Хоча їх неможливо побачити нормальним зором, уявні кольори часто зустрічаються в математичних описах, що визначають колірні простори.
Будь-яка адитивна суміш двох реальних кольорів також є реальним кольором. Коли кольори відображаються в колірному просторі CIE 1931 XYZ, адитивне змішування призводить до кольору вздовж лінії між кольорами, що змішуються. Змішуючи будь-які три кольори, можна створити будь-який колір, що міститься в трикутнику, який вони описують — це називається гамою, утвореною цими трьома кольорами, які називаються основними. Будь-які кольори поза цим трикутником не можна отримати шляхом змішування вибраних основних кольорів.
Під час визначення основних кольорів метою часто є залишити у гамі якомога більше реальних кольорів. Оскільки область реальних кольорів насправді не є трикутником (див. ілюстрацію), неможливо вибрати три реальні кольори, які охоплюватимуть усю цю область. Гаму можна збільшити, обравши більше трьох реальних основних кольорів, але оскільки область реальних кольорів обмежена плавною кривою, завжди будуть деякі кольори поблизу її країв, які залишаться поза увагою. З цієї причини основнми кольорами часто вибирають ті, що знаходяться поза областю реальних кольорів — тобто уявні або фіктивні основні кольори — щоб охопити найбільшу площу реальних кольорів.
Наприклад, у кольорових дисплеях комп'ютерів та телевізорів кути трикутника гами визначаються комерційно доступними фотолюмінофорами, обраними якомога ближчими до чистих червоного, зеленого та синього кольорів у межах області реальних кольорів. Через це ці дисплеї неминуче відображають кольори, найближчі до реальних кольорів, що лежать у їхньому трикутнику гами, а не точні збіги з реальними кольорами, що відображаються за його межами. Конкретні гами, доступні для комерційних дисплеїв, різняться залежно від виробника та моделі та часто визначаються міжнародними стандартами — наприклад, гама кольоровості, визначена колірним простором sRGB, була розроблена Міжнародною електротехнічною комісією у стандарті IEC 61966-2-1:1999.

## Химерні кольори

Дивлячись на «шаблон втоми» (fatigue template) протягом 20–60 секунд, а потім перемикаючись на нейтральну ціль (neutral target), можна побачити «неможливі» кольори, зразок яких наведено праворуч

Химерний колір (англ. chimerical colors) — це уявний колір, який можна тимчасово побачити, спочатку уважно дивлячись на насичений колір, доки деякі колбочки не втомляться, тимчасово змінюючи свою кольорову чутливість, а потім подивившись на значно відмінний колір. трихроматична теорія не може пояснити виникнення кольорів, які можуть включати сигнали насичення поза фізичною гамою, яку пропонує трихроматична модель. Але теорія опонентного процесу кольорів, яка розглядає інтенсивність та кольоровість як окремі візуальні сигнали, надає біофізичне пояснення виникнення химерних кольорів
. Наприклад, якщо дивитися на насичене поле основного кольору, а потім перевести погляд на білий об'єкт, це призводить до протилежного зсуву відтінку, викликаючи залишкове зображення, що матиме компліментарний колір. Дослідження колірного простору поза діапазоном «реальних кольорів» таким чином є основним підтверджуючим доказом теорії кольорового зору опонентного процесу. Химерні кольори можна побачити одним або обома очима, і одночасного відтворення якостей протилежних кольорів не спостерігається (наприклад, «жовтувато-блакитний») .
Химерні кольори включають:
- Стигійські кольори (stygian colors). Ці кольори є одночасно темними та неймовірно насиченими. Наприклад, щоб побачити «стигійський синій», потрібно подивитися на яскраво-жовтий колір, що викликає темно-синє залишкове зображення, а потім на чорний. Синій колір сприймається як синій на тлі чорного, будучи таким же темним, як і чорний. Цей колір неможливо побачити звичайним зором, оскільки відсутність падаючого світла )у чорному) запобігає насиченню синього/жовтого хроматичного сигналу (прояв синього).
- Самосвітні кольори (self-luminous colors). Ці кольори імітують ефект, наче світяться, навіть якщо дивитися на них на такому тлі, яке може лише відбивати, а не випромінювати власне світло (наприклад, папір). Побачити «самосвітний червоний» можна, подивившись на зелений колір, який дає червоне залишкове зображення, а потім подивитись на білий колір. Червоний колір видимий на тлі білого і може здаватися яскравішим за білий.
- Гіперболічні кольори (hyperbolic colors). Вони неймовірно насичені. Наприклад, щоб побачити «гіперболічний помаранчевий», треба подивитися на яскравий блакитний колір, виникає помаранчеве залишкове зображення, а подивитися на помаранчевий. Отримане помаранчеве залишкове зображення на помаранчевому фоні призводить до того, що отриманий помаранчевий колір буде чистішим за найчистіший помаранчевий колір, який може бути створений будь-яким звичайним видимим світлом.

## Кольори поза фізичним колірним простором

Деякі люди можуть розгледіти «жовто-синій» колір на цьому зображенні, якщо схрестити очі так, щоб обидва символи «+» зійшлися. На цьому зображенні представлені пари кольорів RGB та. Можливо, знадобиться масштабувати зображення, щоб налаштувати його

Деякі люди можуть розгледіти «червоно-зелений» колір на цьому зображенні, якщо схрестити очі так, щоб обидва символи «+» зійшлися. На цьому зображенні представлені пари кольорів RGB та. Можливо, знадобиться масштабувати зображення, щоб налаштувати його

Більшість людей бачать дуже яскраві кольорові концентричні кола в цьому візерунку, якщо його надрукувати та обертати зі швидкістю приблизно 150—300 об/хв. Альтернативний варіант з інверсним контрастом дає протилежний ефект

Згідно з теорією опонентного процесу, за нормальних обставин не існує відтінку, який можна було б описати як суміш протилежних кольорів, тобто як відтінок, що виглядає як «червоно-зелений» або «жовто-синій».
У 1983 році Г’юїтт Крейн та Томас Піантаніда провели тести за допомогою пристрою для відстеження погляду, який мав поле вертикальної червоної смуги, що прилягала до вертикальної зеленої смуги, або ‘ кілька вузьких червоних і зелених смуг, що чергувалися. В деяких випадках використовували жовту та синю смуги. Пристрій міг відстежувати мимовільні рухи одного ока (на іншому оці була пов'язка) та налаштовувати дзеркала так, щоб зображення слідувало за оком, а межі смуг завжди знаходилися в одних і тих самих місцях на сітківці ока; поле поза смугами було заглушене оклюдерами.
За таких умов межі між смугами ніби зникали (можливо, через втому нейронів, що виявляють краї), і кольори перетікали один в одного в зоровій корі мозку, ігноруючи опонентні механізми та створюючи не колір, який очікується від змішування фарб або світла на екрані, а зовсім нові кольори, яких немає в колірному просторі CIE 1931 — ні в його реальній, ні в уявній частині. Між червоним та зеленим кольорами одні бачили рівне поле нового кольору; другі — безперервний візерунок із ледь помітних зелених та червоних цяток; треті — острівці одного кольору на фоні іншого кольору. Деякі добровольці повідомили, що після завершення експерименту вони все ще могли уявляти нові кольори протягом певного періоду часу. Деякі спостерігачі зазначили, що хоча вони усвідомлювали, що спостерігають за кольором (тобто поле не було ахроматичним), вони не могли назвати чи описати цей колір при тім, що один із цих спостерігачів був художником з великим словниковим запасом у сфері кольорів. Інші спостерігачі нових відтінків описали перший стимул як червонувато-зелений.
У 2001 році Вінсент Біллок, Джеральд Глісон та Браян Цоу провели свій експеримент для перевірки припущення про те, що дослідження 1983 року не контролювало варіації сприйнятої яскравості кольорів від суб'єкта до суб'єкта: два кольори є рівнозначними для спостерігача, коли швидке чергування кольорів створює найменше враження мерехтіння. Експеримент 2001 року був подібним, але контролювався ще й за яскравістю. Дослід дав цікаві результати. Чотири піддослідні з семи описали явище прозорості — ніби опонентні кольори виникли у двох глибинних площинах і один було видно один крізь інший. Виявилося, що коли кольори були рівнозначними по яскравості, випробовувані бачили червонувато-зелений, блакитно-жовтий кольори, або мультистабільний просторовий обмін кольорами (зовсім нове перцептивне явище); коли ж кольори були нерівнозначними, випробовувані бачили уявні візерунки.
Це спонукало дослідників запропонувати «м'яко-дротову модель коркового кольорового протистояння», в якій групи нейронів конкурують за активацію, а нейрони, що «програли», повністю замовкають. У цій моделі усунення конкуренції, наприклад, шляхом пригнічення зв'язків між нейронними популяціями, може дозволити взаємовиключним нейронам активуватися разом.

### Бінокулярне суперництво(інші мови)
У 2006 професор Тайванського національного університету По Ян Сє (Po Jang Hsieh) та Пітер Це з Дартмутського коледжу заперечили існування кольорів, які виключає опонентна теорія, та стверджували, що насправді вони є проміжними кольорами. Однак, за їхніми власними словами, їхні методи відрізнялися від методів Крейна та Піантаніди: «Вони стабілізували межу між двома кольорами на сітківці за допомогою ай-трекера, пов'язаного з дефлекторними дзеркалами, тоді як ми покладалися на візуальну фіксацію». Сє та Це не порівнюють свої методи з методами Біллока та Цоу та не цитують їхню роботу, хоча вона була опублікована п'ятьма роками раніше, у 2001 році.

## У масовій культурі
У деяких художніх творах згадуються вигадані кольори, які існують поза межами звичайного спектру людського зору, і які ще не ніхто не бачив. Для спостереження таких кольорів можуть знадобитися передові технології, інші закони фізики або магія.
Переважно такі кольори описують у літературних творах, оскільки їх неможливо показати у візуальних видах мистецтва. Втім, іноді автори знаходять оригінальне рішення: наприклад, коли неіснуючий колір фігурує в мультсеріалі «Футурама» (6 сезон, 26 серія «Реінкарнація»), ці фрагменти навмисно показують чорно-білими).
- В оповіданні жахів Амброза Бірса 1893 року «Клята тварюка»(інші мови), у якому припускається, що титульний монстр був невидимим для людей через те, що мав колір, який знаходиться поза межею людських відчуттів.
- У науково-фантастичному романі Девіда Ліндсея «Подорож до Арктура» 1920 року згадуються два нові основні кольори: «ulfire» та «jale»[16].
- «Барва з позамежжя світу», оповідання Г. Ф. Лавкрафта 1927 року, описує невідомий і зазвичай невидимий для людей колір, що генерується інопланетними сутностями[17].
- Меріон Зіммер-Бредлі в романі «Кольори космосу»[en] (1963) згадує «восьмий колір», який стає видимим при подорожах зі швидкістю більшою за швидкість світла(інші мови)[16][18].
- Террі Пратчетт у своїй серії про Дискосвіт, починаючи з роману «Колір магії» (1983), описує восьмий колір «октарин», що нагадує «флуоресцентний зеленувато-жовтий фіолетовий» колір, який можуть бачити лише чарівники та коти[20].